# Escola de Newlyn

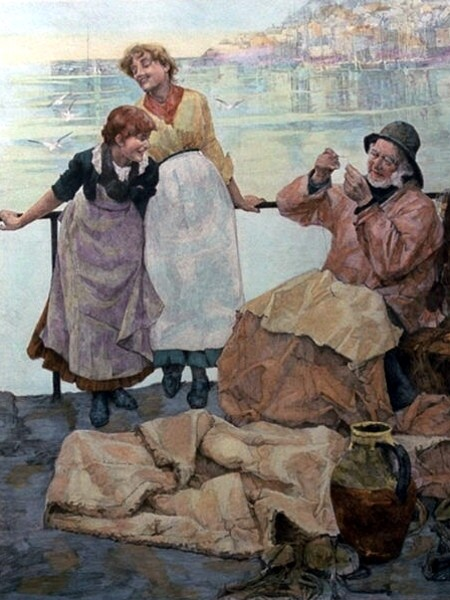
Frank Bramley: Enfilant l'agulla (1887).

L'escola de Newlyn correspon a un grup de pintors que es van reunir al poble pesquer de Newlyn, al costat de Cornualla, entre 1899 i 1920, desenvolupant models pictòrics propers al realisme social i el paisatgístic. Tant els seus postulats artístics com les seves tècniques plenairistes van ser similars i coetanis dels de l'escola de Barbizon, a França, i dels macchiaioli italians, és a dir: l'estudi de la llum, la necessitat de pintar del natural i a l'aire lliure, i la selecció de temes rurals —eixos doctrinals del naturalisme i l'impressionisme—, en aquesta ocasió centrats en la vida dels pescadors, les seves famílies i el seu entorn.

## Història
Tradicionalment s'ha considerat a Stanhope Forbes com el fundador de la colònia el 1899, recolzat per la seva esposa, la pintora canadenca Elizabeth Armstrong. Uns altres atribueixen a "Lamorna" Birch el paper d'impulsor de la colònia i els seus objectius, si bé no era veí de Newlyn. Les raons per haver escollit aquest petit port costaner van ser essencialment el seu clima —que permetia als artistes pintar del natural—, i l'harmonia dels seus habitants amb l'entorn, com rememoraria el mateix Forbes: "En Newlyn, cada cantonada era un quadre, i el que és més important per a un pintor figuratiu, la gent semblava estar sempre posant en el lloc adequat, en harmonia amb el seu entorn...".
La mirada naturalista dels pintors de Newlyn va explotar a vegades la vena tràgica de la comunitat pescadora, però sense morbositat, recollint escenes molt similars a les quals, amb una altra llum i una altra paleta va pintar Joaquín Sorolla.
El 1895 es va crear el Comitè Provisional del "Newlyn Art Gallery". Molts dels artistes de Newlyn pertanyien o estaven relacionats amb el "New English Art Club" i exposaven a la "Royal Academy".
Coincidint amb el canvi de segle es van sumar a la colònia pintors de menor qualitat que van desdibuixar bastant el seu prestigi. Tot i que van seguir treballant en Newlyn pintors de la talla de Harold i Laura Knight o Dod i Ernest Procter, alumnes de Forbes abans de casar-se el 1912.
En 2011 es va crear una "nova" escola d'Art de Newlyn, amb finançament estatal, concentrant en els seus cursos a molts dels artistes més coneguts que treballen a Cornualla al començament del segle XXI.

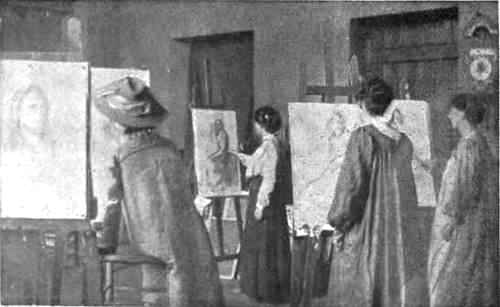
"Senyoretes" treballant a la "Newlyn Art School" dirigida per Elizabeth Forbes (foto de la "Every Woman's Encyclopaedia", 1910).

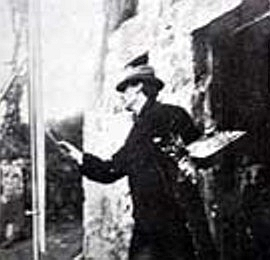
Stanhope Forbes pintant, cap a 1890.

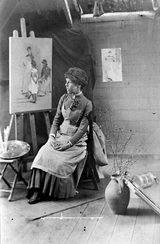
Elizabeth Forbes en el seu estudi, cap a 1890.

## Components
- Stanhope Forbes (1857-1947)
- Elizabeth Forbes (1859-1912)
- Lamorna Birch (1869-1955)
- Henry Scott "Tuke" (1858-1929) (pintor d'adolescents banyistes)
- Thomas Cooper Gotch (1854-1931) (després prerafaelita)
- Norman Garstin (1847-1926) i la seva filla Alethea Garstin
- Walter Langley (1852-1922) (branca "socialista" de la colònia)
- Frank Bramley (1857-1915)
- Harold Knight (1874-1961)
- Laura Knight (1877-1970)
- "Dod" Procter (1892-1972)
- Ernest Procter (1886-1935)
- Mabel María Spanton (1874-1940) aquarel·lista distingida